# 海老名季昌
海老名 季昌（えびな すえまさ/えびな としまさ、1843年（天保14年）- 1914年（大正3年）8月23日）は、幕末の会津藩家老。明治時代の警察官、地方官吏である。幼名秀次郎、通称郡治。郡次とも表記される。

## 生涯

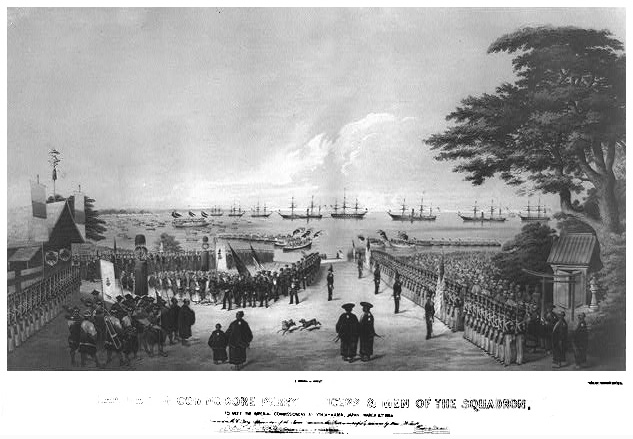
黒船来航

父は海老名季久。海老名家は家禄250石であった。季久は1851年（嘉永4年）房総半島の警備を命じられた会津藩の軍事奉行として出動。その後品川砲台(金杉陣屋)、蝦夷地警備でも軍事奉行として活躍した。海老名は父と行動を共にし、ペリー来航の際は、父に貰った陣羽織を手に開戦に備えていた。

### 幼少期
幼少の頃は天然痘に罹患するなど、3度も死に瀕する重病を患った。安政の大地震の際は歩行もできなくなっていた。弓馬刀槍に加え砲術、儒学と厳しい教育に耐え切れず、家出を図ったことさえあったという。文武に励み、品川砲台を視察した藩主の前で大砲を操り、的を初弾で打ち抜いている。

### 禁門の変
藩主松平容保の京都守護職就任に伴い、海老名は幕末の京へ赴く。禁門の変において功を挙げ使番へ昇進した。さらに大砲隊組頭へ進んでいる。

### 欧州諸国歴訪

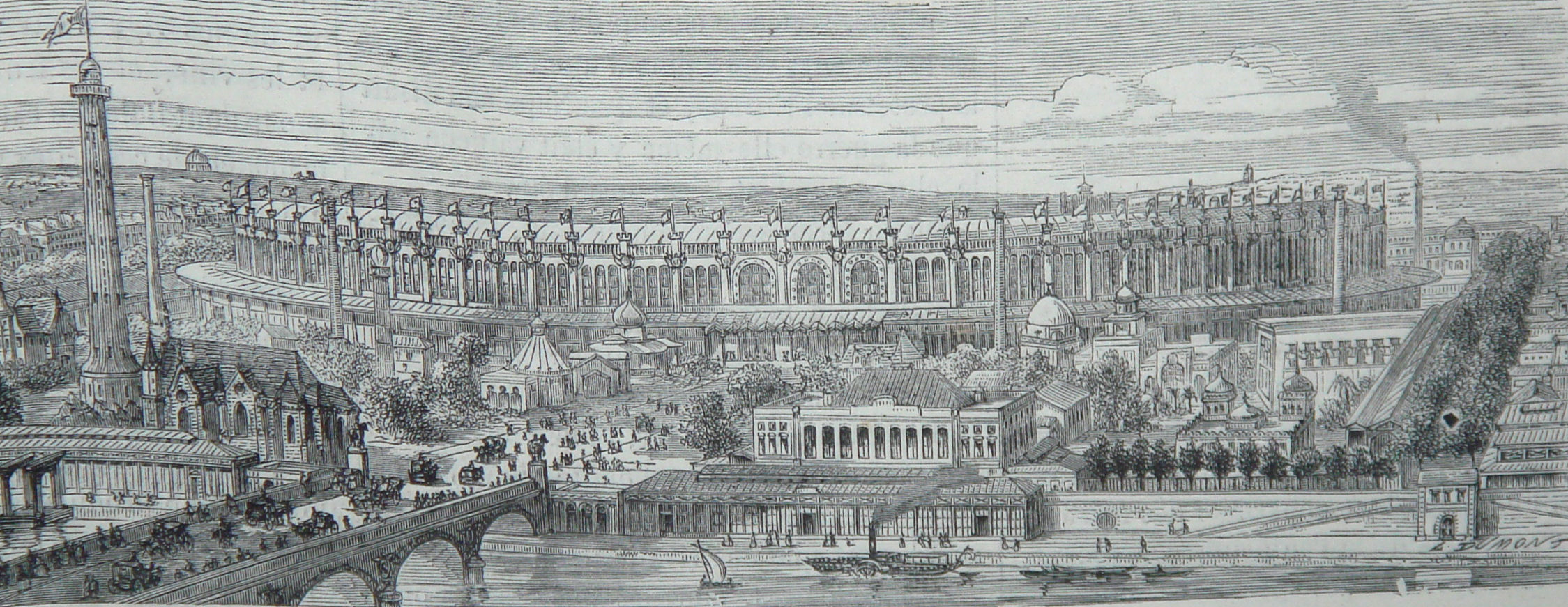
パリ万博

海老名は、パリ万国博覧会に使節団として派遣される徳川昭武の随員として抜擢され、横山常守と行を共にした。1867年2月15日（慶応3年1月11日）、フランス船アルファ号に乗船し横浜を出港。4月11日（3月7日）、パリへ到着した。パリでは先に渡欧していた同藩の山川浩、田中茂手記と再会している。欧州諸国の視察を命じられていた海老名は、イギリス、プロシャ、オランダ、ロシア、その他数カ国を歴訪した。
しかし大政奉還が行われるなど会津藩に危機が迫り、11月28日（11月3日）に帰国した。

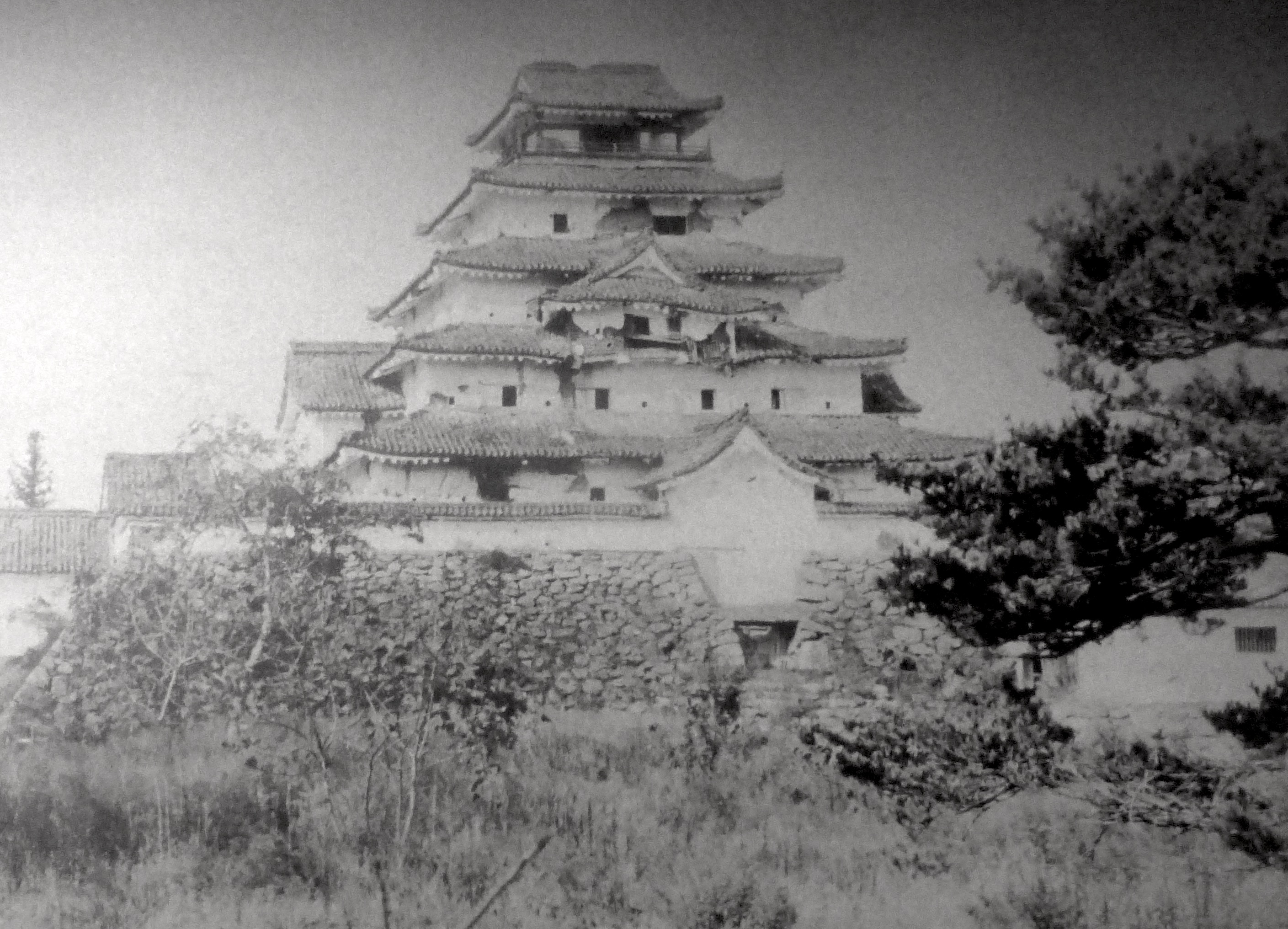
会津戦争

### 戊辰戦争
鳥羽・伏見の戦いに参戦し負傷。会津に帰還後各地を転戦したが、会津若松城籠城戦では、北出丸の責任者となった。この間家老へ就任している。海老名は藩主父子の助命嘆願書に他の家老、若年寄とともに連署している。父は白河口防衛の会津藩部隊の軍事奉行として討死し、共に欧州を訪問した横山常守も白河口副総督として討死している。

### 明治
降服後は東京で幽閉され、赦免されたのは1872年（明治5年）のことであった。斗南へ赴いたが短期間で会津へ戻った。1875年（明治8年）警視庁警部補となり、1878年（明治11年）山形県西村山郡郡長となる。福島事件では民権運動の取締りを行っている。福島県一等属となり、信夫郡、北会津郡、石川郡、東白川郡の各郡長を務め、警察官としては警部、警視属に昇進している。若松町長となり、市制移行に尽力。市長に推されたが辞退したといわれる。その後も市会議員などを務めている。

### 妻・キリスト教入信
海老名の妻は会津藩士日向新介の娘海老名リンである。リンは会津地方の女子教育及び幼児教育の功労者で、会津女学校、若松幼稚園を設立した。リンは1888年（明治21年）に霊南坂教会で受洗したキリスト教徒であった。季昌は1903年（明治36年）に若松基督教会員となり、伝道に努めている。

## 登場作品
- 八重の桜 - 2013年、NHK大河ドラマ、演：ウダタカキ